# Milunka Lazarević
Pour les articles homonymes, voir Lazarević (homonymie).
Milunka Lazarević est une joueuse d'échecs yougoslave puis serbe née le 1er décembre 1932 à Šantarovac et morte le 15 décembre 2018. Elle a obtenu le titre de maître international féminin en 1954 et celui de grand maître international féminin en 1976.
Elle fut onze fois championne de Yougoslavie et candidate au championnat du monde d'échecs féminin à six reprises, terminant à la première place ex æquo lors du tournoi des candidates en 1964 et accédant aux demi-finales en 1971. Lors de l'olympiade d'échecs féminine de 1963, elle  remporta la médaille d'argent par équipe.

## Biographie
Milunka Lazarević était journaliste de profession.

## Championne de Yougoslavie
Milunka Lazarević apprit à jouer aux échecs de son père à quatorze ans. Elle remporta onze fois le championnat yougoslave :
en 1952 (ex æquo avec Verica Jovanović), 1954, 1956, 1957, 1960, 1962, 1963, 1975, 1976,  1979 et 1982.

## Candidate au championnat du monde

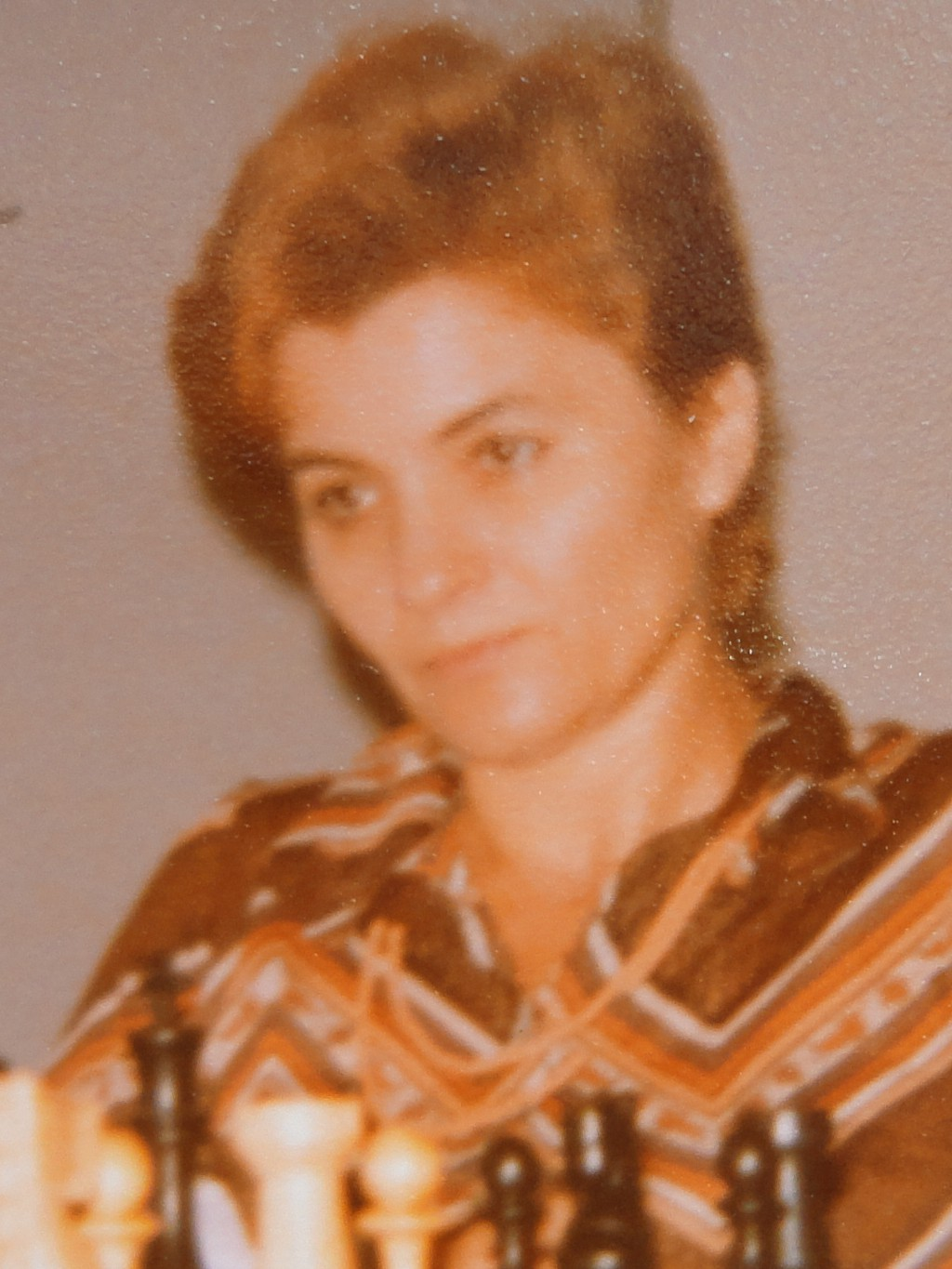
Milunka Lazarević en 1979.

Milunka Lazarević a participé pour la première fois au cycle des candidates au championnat du monde d'échecs féminin en 1954, quand elle finit troisième ex æquo du tournoi zonal.
Lors du tournoi des candidates de 1955, elle finit septième.avec 12 points sur 19.
Lors du cycle suivant, elle fut deuxième ex æquo du tournoi zonal de 1957 et sixième du tournoi des candidates de 1959 avec 8 points sur 14.
Elle remporta le tournoi zonal de 1960 puis termina quatrième ex æquo du tournoi des candidates de 1961 avec 9,5 points sur 16.
Après avoir fini troisième du tournoi zonal de 1963, elle fut 1re-3e ex æquo du tournoi des candidates de 1964, puis deuxième du tournoi de départage à trois remporté par Alla Kouchnir.
En 1967, elle termina à la septième place ex æquo avec 10 points sur 17.
En 1971, elle finit 1re-3e du tournoi interzonal ce qui la qualifia pour les matchs des candidates où elle fut éliminée en demi-finale par Nana Alexandria (4,5 à 5,5).
En 1973, elle ne fut que treizième du tournoi interzonal (avec 9 points sur 19) et fut éliminée du cycle des candidates.
Lors du tournoi interzonal de 1976, elle ne marqua que la moitié des points (6,5 points sur 13) et fut éliminée.
En 1979, elle fut sixième ex æquo du tournoi interzonal (avec 9,5 points sur 16).

## Olympiades
Milunka Lazarević a représenté la Yougoslavie lors de six olympiades féminines jouant à chaque fois au premier échiquier yougoslave (en 1963, 1966, 1972, 1974, 1982 et 1984) et remportant la médaille d'argent par équipe en 1963.